# RasMol

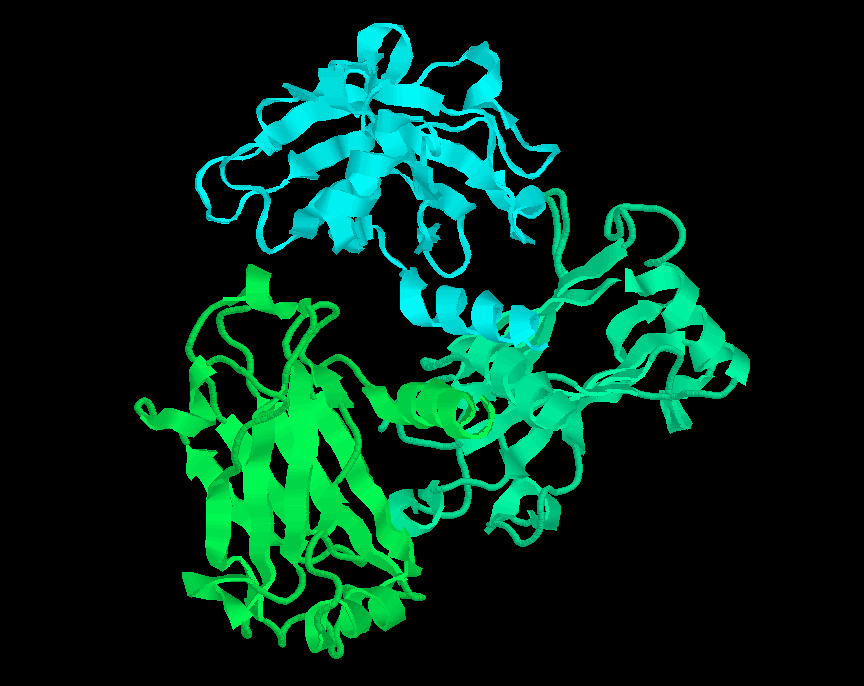
Exemple d'un rendu de structure de protéine en mode "ruban" par RasMol

RasMol est un logiciel de graphisme moléculaire gratuit  permettant de représenter des molécules en 3D à partir de différents formats standards de fichiers de représentation de molécules. Il fonctionne sur plateformes MacOS, Windows et Linux. Les types de fichier acceptés par RasMol sont entre autres les formats : 
- PDB (Protein Data Bank)
- MDL (Molecular Design Limited)
- MSC (Minnesota Supercomputer Center)
- CIF

Il utilise les possibilités des cartes graphiques 3D pour faire tourner en temps réel dans l'espace les molécules importées, puis éventuellement le 
nouvel ensemble de molécules ainsi assemblé.
Il permet de combiner plusieurs types de représentation : rubans, bâtons, boules et bâtons, points, boules (CPK).
Il en existe une version open source appelée OpenRasMol.